# Hellurnar

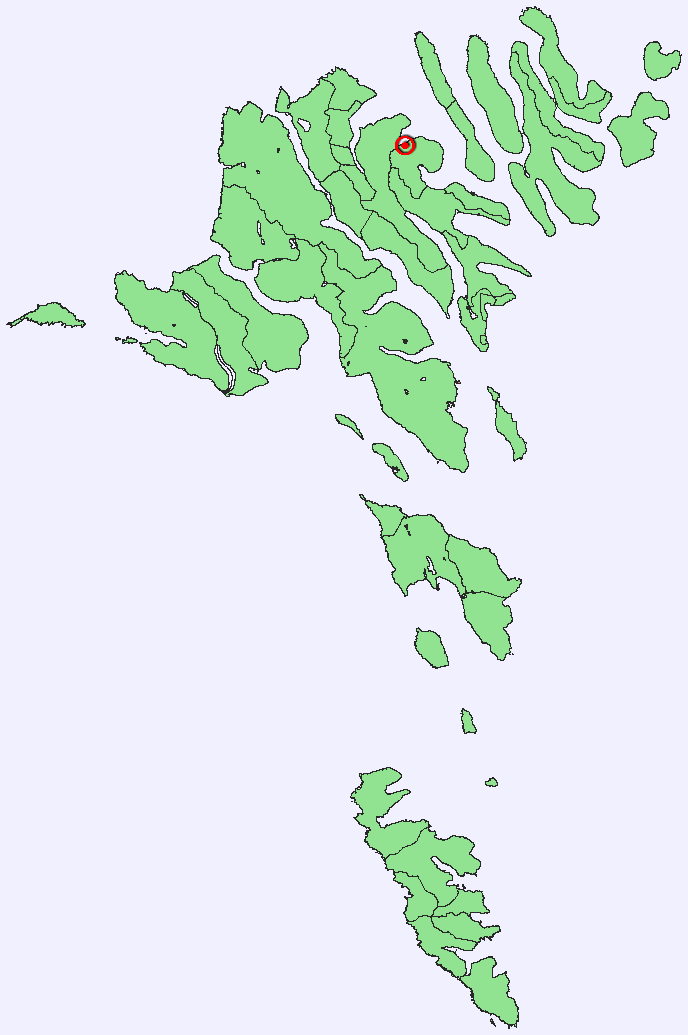
Lage von Hellurnar auf den Färöern

Hellurnar [ˈhɛdlʊɹnaɹ] oder Hellur (dänischer Name: Heller) ist ein Ort der Färöer an der Ostküste der Insel Eysturoy
- Einwohner: 26 (1. Januar 2007)
- Postleitzahl: FO-694
- Kommune: Fuglafjarðar kommuna

Hellurnar liegt am Südufer des Fjords Oyndarfjørður, nach dem der dort gegenüberliegende nächste größere Ort benannt ist. Hellurnar wurde 1849 von Siedlern aus dem weiter südlich gelegenen Lamba gegründet.

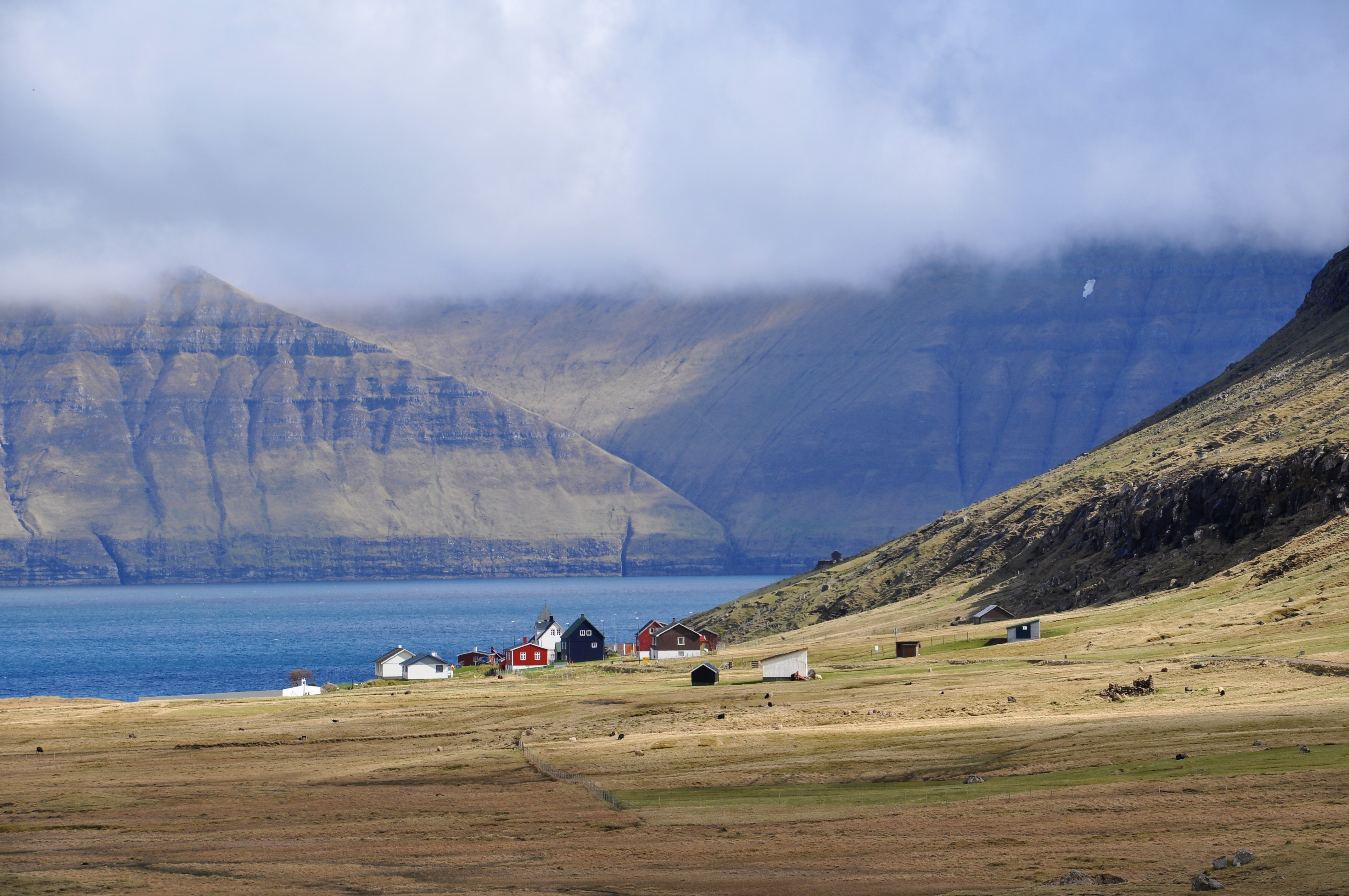
Hellurnar von weitem gesehen
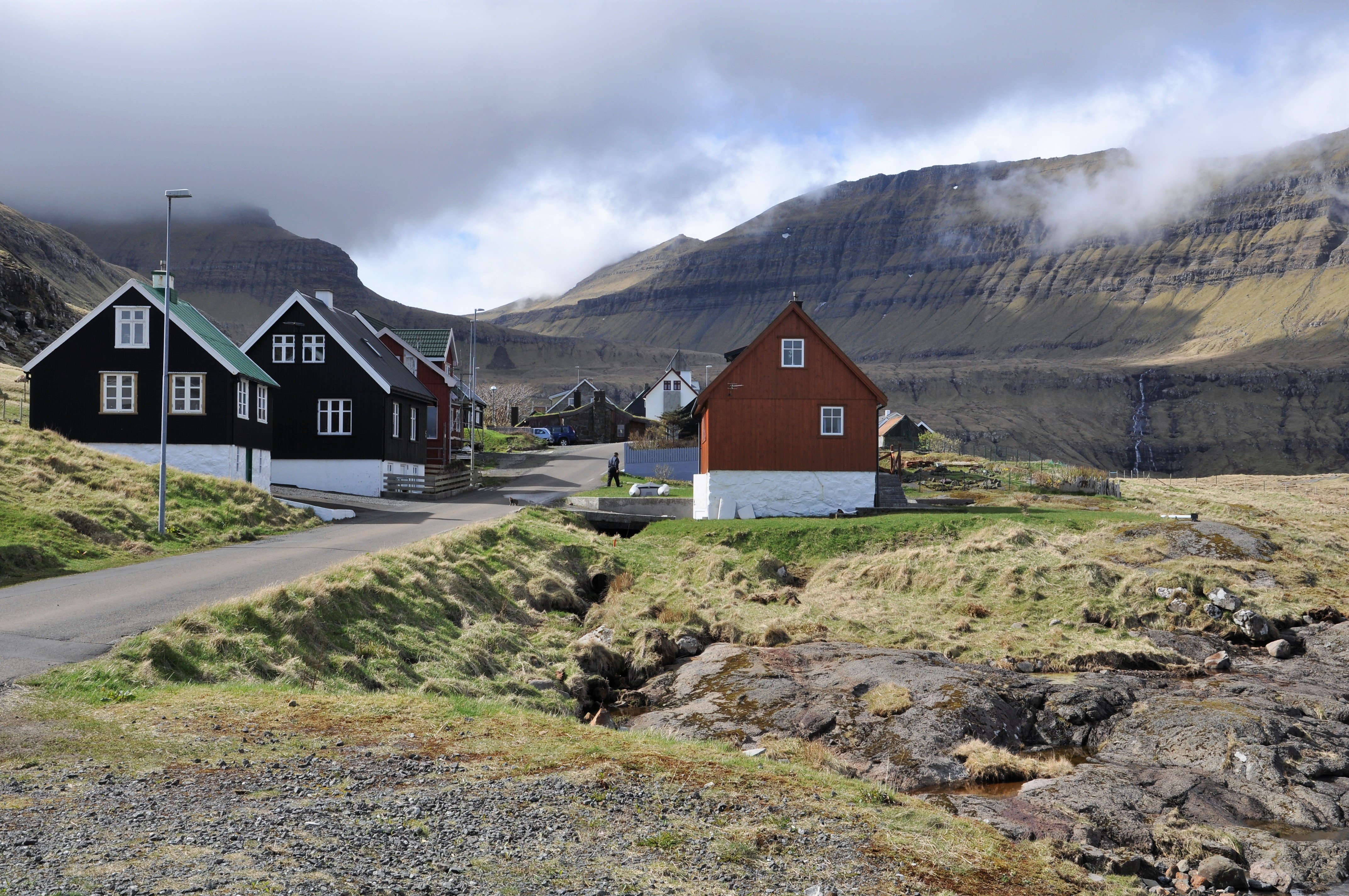
Hellurnar
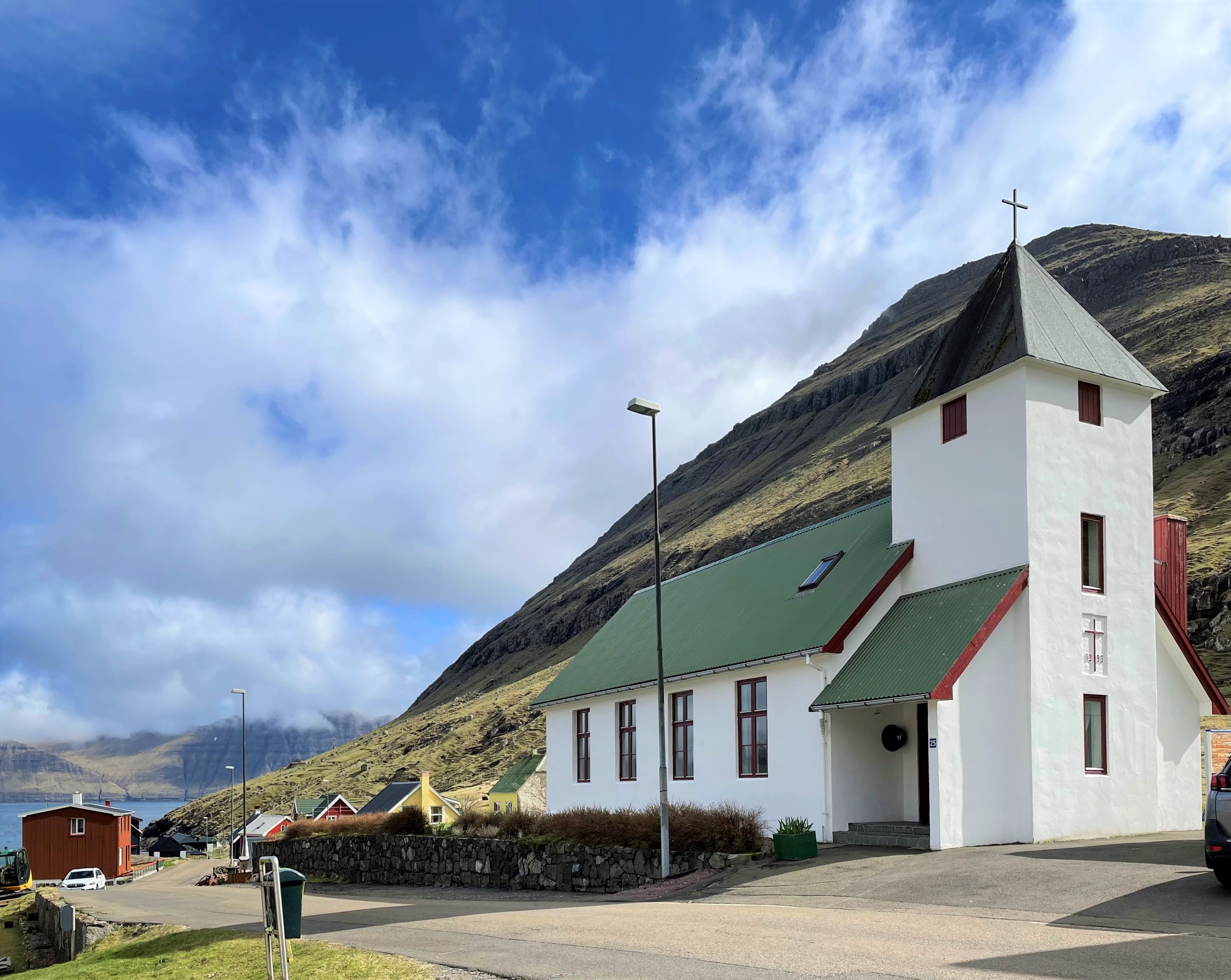
Kirche in Hellurnar
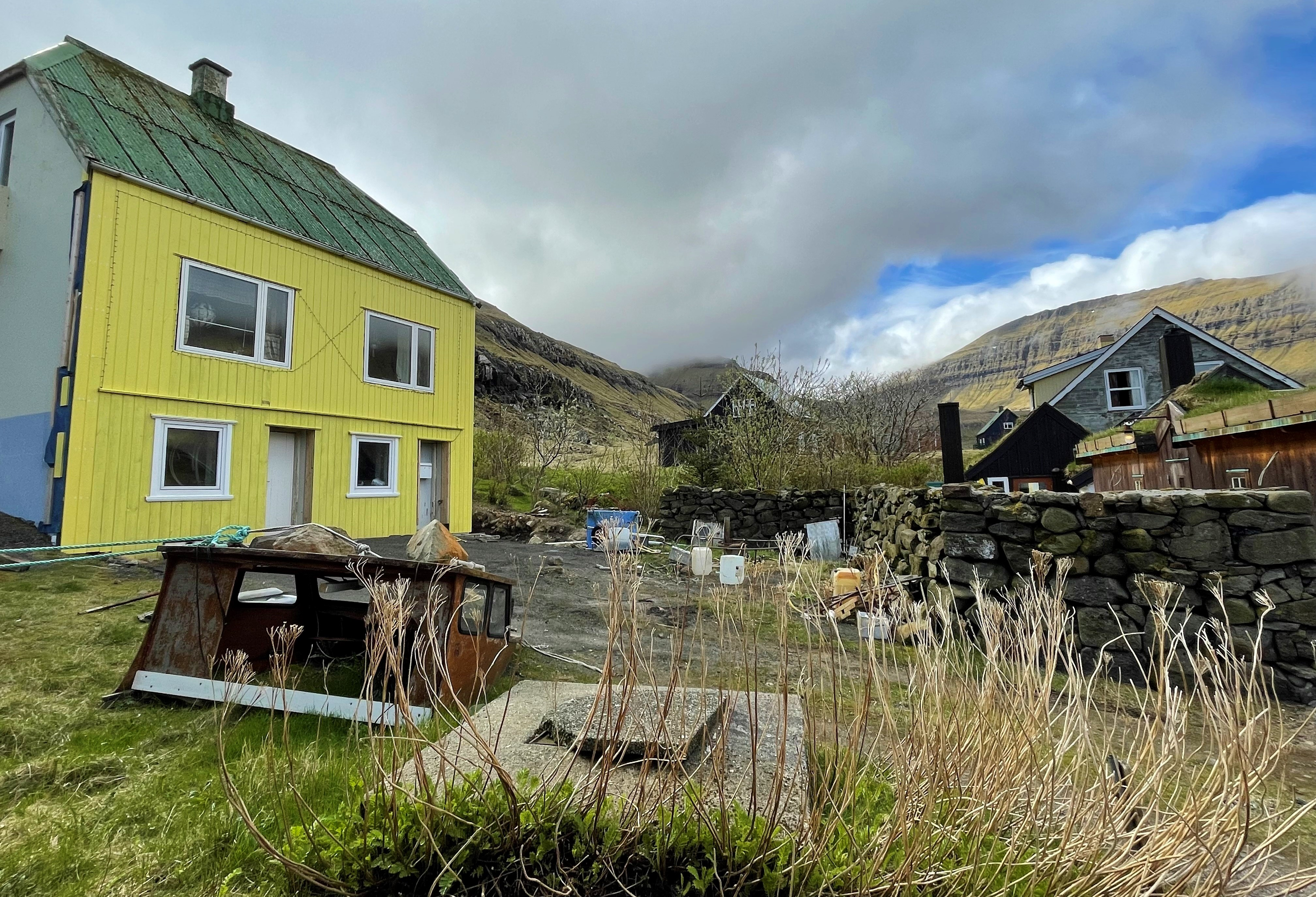
Szene im Dorf